# 구누기자와촌
구누기자와촌(椹沢村)은 야마가타현 미나미무라야마군에 있던 촌이다.

## 역사
- 1889년 12월 26일 - 미나미무라야마군 시로니시촌의 분립에 수반해, 구누기자와촌이 성립하였다.
- 1954년 6월 1일 - 야마가타시에 편입되어 동일 구누기자와촌이 폐지되었다.

## 참고문헌
- 『市町村名変遷辞典』東京堂出版、1990年。